# Nessus (software)
Nessus is een computerprogramma, oorspronkelijk geschreven door Renaud Deraison, dat gebruikt wordt om de beveiliging van computers en computernetwerken na te gaan. Oorspronkelijk was Nessus een open-source softwarepakket, maar in 2005 werd de software gesloten, wat inhoudt dat niet iedereen de broncode ervan meer kan bekijken of wijzigen.
Het bestaat uit een serverprogramma, nessusd, dat zorgt voor de eigenlijke scans, en een clientprogramma, nessus, waarmee verbinding kan worden gemaakt met het serverprogramma. Een webinterface is beschikbaar waarmee het werken met Nessus vereenvoudigd wordt.
Een securityscan begint vrijwel altijd met het zoeken naar de open TCP/IP-poorten op de aan te vallen machine(s), een zogenaamde portscan. Hiervoor maakt Nessus gebruik van ingebouwde scanners, maar het kan ook gebruikmaken van scanners van derde partijen zoals de nmap-scanner.
Het pakket is zowel voor Windows als voor Linux beschikbaar. Er zijn twee licenties mogelijk die online verkregen kunnen worden: een voor niet-commercieel gebruik en een voor commercieel gebruik. Er zijn tientallen duizenden plug-ins beschikbaar voor het pakket, die in de taal NASL zijn geschreven. Deze taal is specifiek voor Nessus, bestanden die in de taal zijn geschreven hebben de extensie .nasl. NASL staat voor: Nessus Attack Scripting Language, het is dus een scripttaal voor aanvallen met Nessus.
Er werd een fork (aftakking van de code) gemaakt van de open-source versie van Nessus onder de naam OpenVAS. Hier wordt nog altijd aan ontwikkeld. Ook OpenVAS kan NASL-scripts interpreteren.